# Jean Barthélemy Pascal

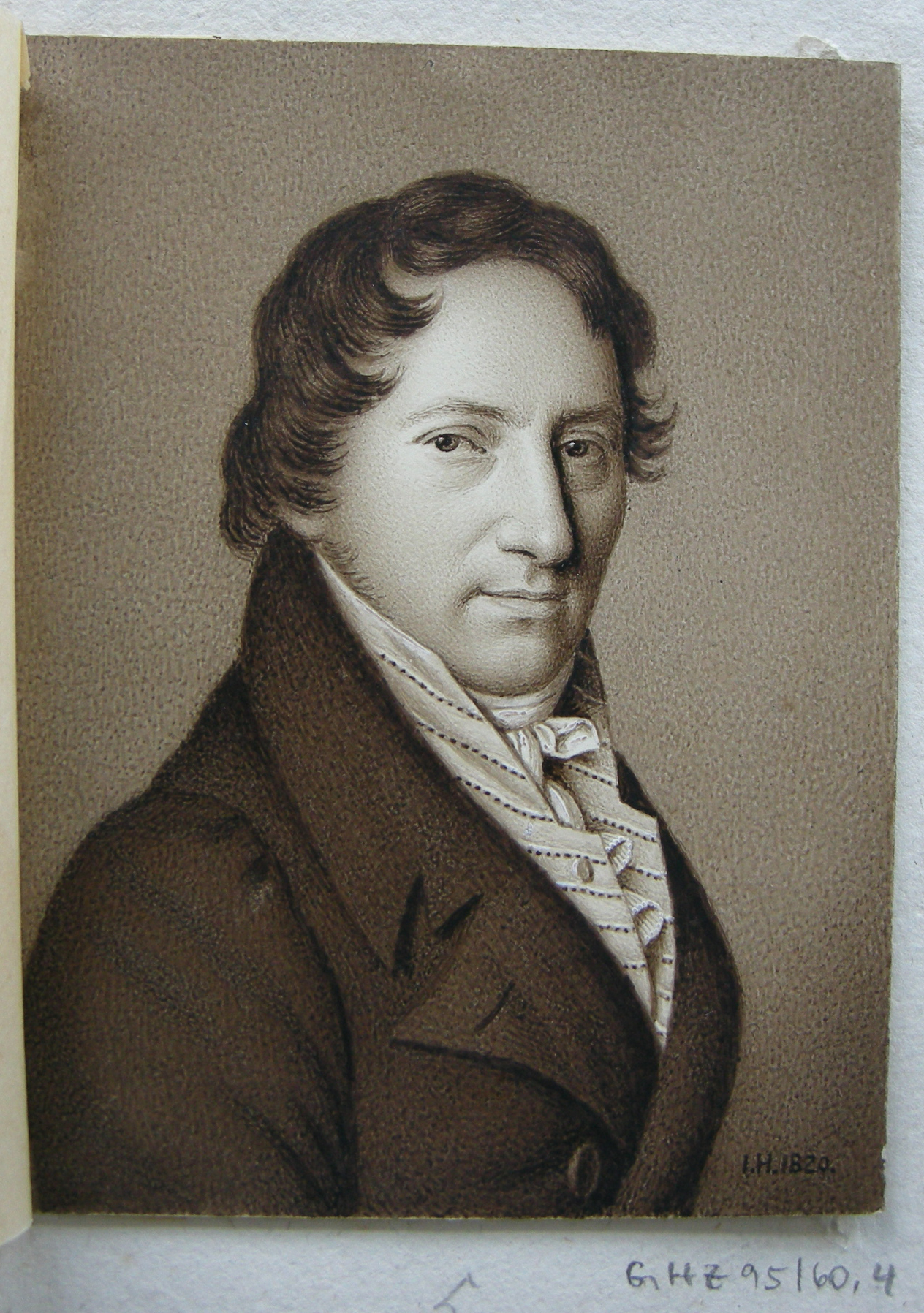
Jean Barthélemy Pascal, Sepia von Johann Heusinger

Jean Barthélemy Pascal (* 6. Februar 1774 in Berlin; † 27. April 1853 ebenda) war ein deutscher Maler.

## Biografie
Jean Barthélemy Pascal wurde in Berlin als Sohn von Jean Pierre Pascal und Marthe Judith Jollage geboren. Er besuchte den Unterricht in der Akademie der Künste, wurde aber erst Kaufmann, betätigte sich vermutlich als Kunsthändler und erwarb Landbesitz in Westpreußen. 1801 heiratete er Anne Marie Barraud (um 1784–1831), legte 1814 die Handlung nieder und lebte von seinen Renten. Schon als Kaufmann hatte er sich mit der Landschaftsmalerei beschäftigt, der er sich nun mehr und mehr zuwandte. Er reiste u. a. nach Frankreich, in die Schweiz, nach Oberitalien und Salzburg, zeitweise begleitet vom Maler Franz Catel. Sein Lehrer war der Landschaftszeichner Samuel Rösel. Von seinem Freund, dem Professor Kuhbeil, und dem Präsidenten von Nagler erwarb er einige antiquarische Kenntnisse. Der Rektor der Akademie Friedrich Georg Weitsch war sein Freund und Lehrer in der Malerei. Von 1815 bis 1853 war er Mitglied des Berlinischen Künstlervereins. Am 5. Juni 1819 wurde er als „Dilettant der Landschaftsmalerei“ zum Außerordentlichen Mitglied der Akademie, Sektion für die Bildenden Künste, gewählt. Die Ausstellungen der Akademie beschickte er zwischen 1816 und 1846.

Werke
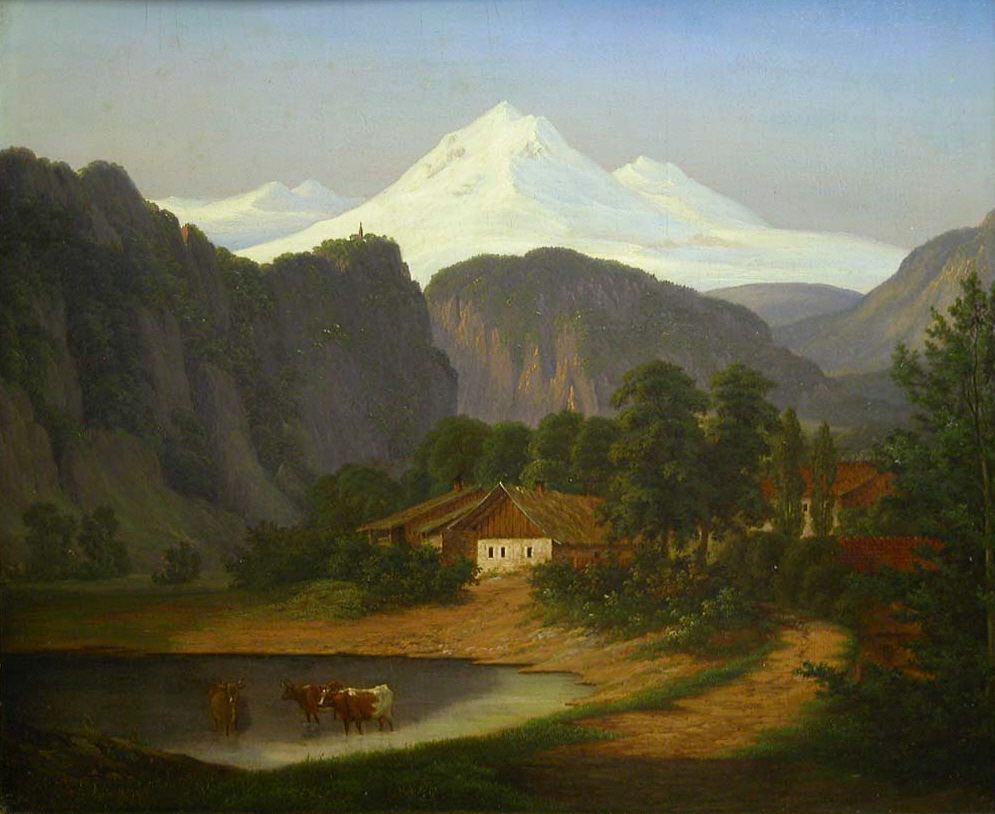
Der Mont Blanc von den Bädern von St. Gervais nach dem Prarion zu gesehen, 1834
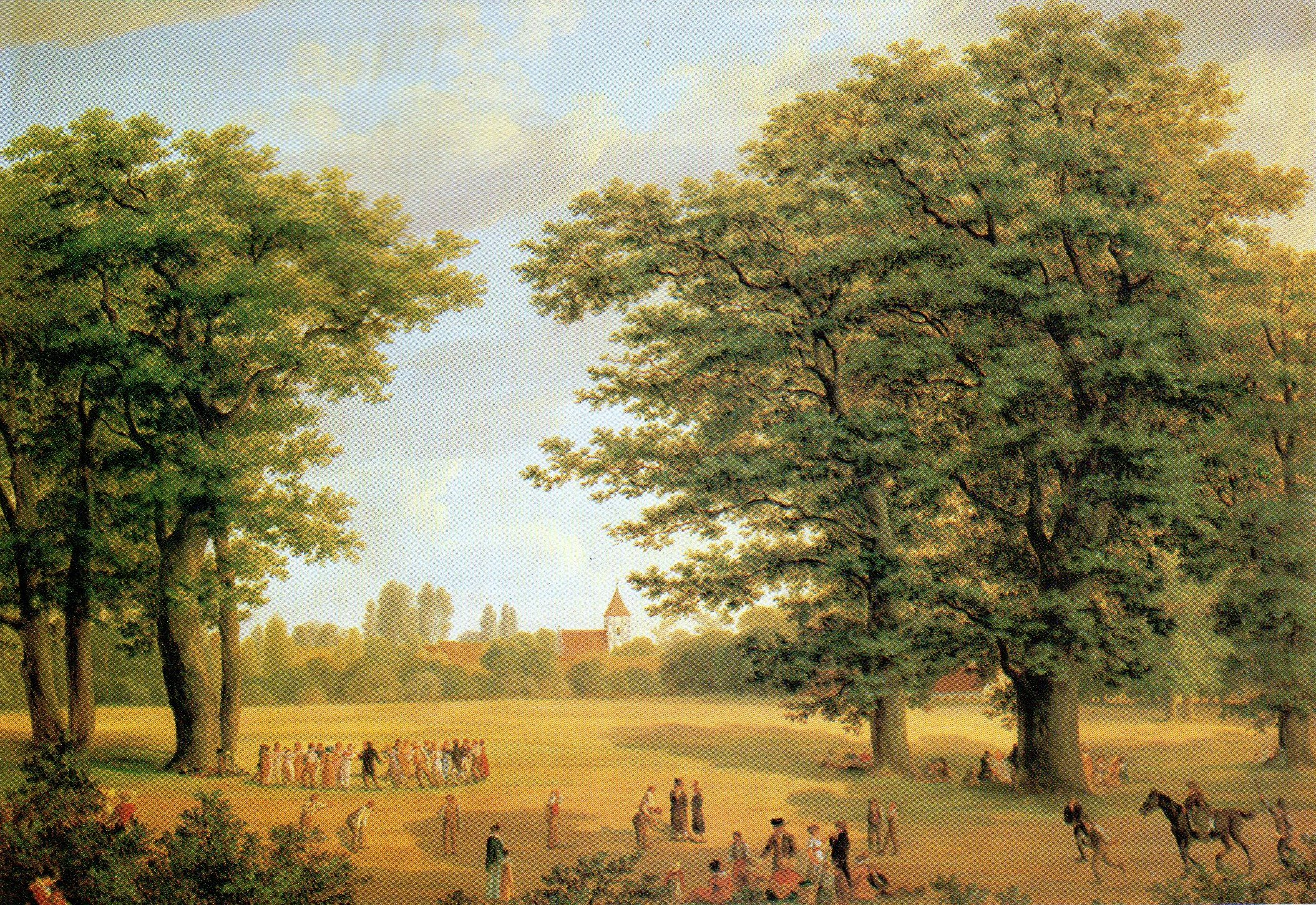
Blick auf die Pankower Dorfkirche um 1835